# Рафаел Кореа
Рафаел Висенте Кореа Делгадо (на испански: Rafael Vicente Correa Delgado; р. 6 април 1963 г. в Гуаякил, Еквадор) е еквадорски политик от партията Алианс ПАИС и икономист.
Той е президент на Република Еквадор от 15 януари 2007 г. През 2005 г. е министър на финансите и икономиката на Р. Еквадор за 4 мес.